# 光源の里温泉
光源の里温泉（こうげんのさとおんせん）は山梨県南巨摩郡早川町にある温泉（鉱泉）。

## 泉質
- 含硫黄‐ナトリウム・カルシウム‐塩化物・硫酸塩冷鉱泉（低張性アルカリ性冷鉱泉）
  - 泉温 19℃
  - 源泉温度が低いため、源泉浴槽の他に加温浴槽が設置されている[1]。

## 温泉地
国道52号から山梨県道37号南アルプス公園線を延々と進んだ先にある、山間部の温泉地である。西山温泉、奈良田温泉の手前にある。
町営宿泊施設「ヘルシー美里」のみ存在する。日帰り入浴可能。浴場は男女別の内湯のみ。料理は地元で採れた山の食材が提供される。
付近の三里集落から茂倉、十谷温泉方面に抜ける林道が存在するが、この道路はかつて早川町と甲府を結ぶ街道として栄えていた。

## アクセス
鉄道
- 身延線下部温泉駅又は身延駅より早川町営バスで60分。

自動車
- 中部横断自動車道下部温泉早川ICより国道300号、山梨県道37号南アルプス公園線経由、車で40分。